# Fronteira Bélgica–Países Baixos
A fronteira entre Bélgica e Países Baixos é a linha que limita os territórios da Bélgica e dos Países Baixos. 

## Características
A fronteira belgo-neerlandesa estende-se por 450 km, ao sul dos Países Baixos e ao norte da Bélgica. Entre as duas províncias de Limburgo, o limite segue essencialmente a direção norte-sul.
A fronteira separa cinco províncias belgas (Flandres Ocidental, Flandres Oriental, Antuérpia, Limburgo belga e Liège) de três províncias neerlandesas (Zelândia, Brabante do Norte e Limburgo neerlandês).

## História
Após a independência da Bélgica em 1830, mais de dez anos se passaram 
até a fronteira entre os Países Baixos e a Bélgica ter sido fixada oficialmente. A primeira etapa foi vencida com a assinatura do Tratado de Londres em 19 de abril de 1839. Um segundo tratado, assinado em Maastricht em 8 de agosto de 1843, fixa definitivamente o traçado da fronteira.
A última alteração formal da fronteira neerlando-belga entrou em vigor em 23 de junho de 1999.

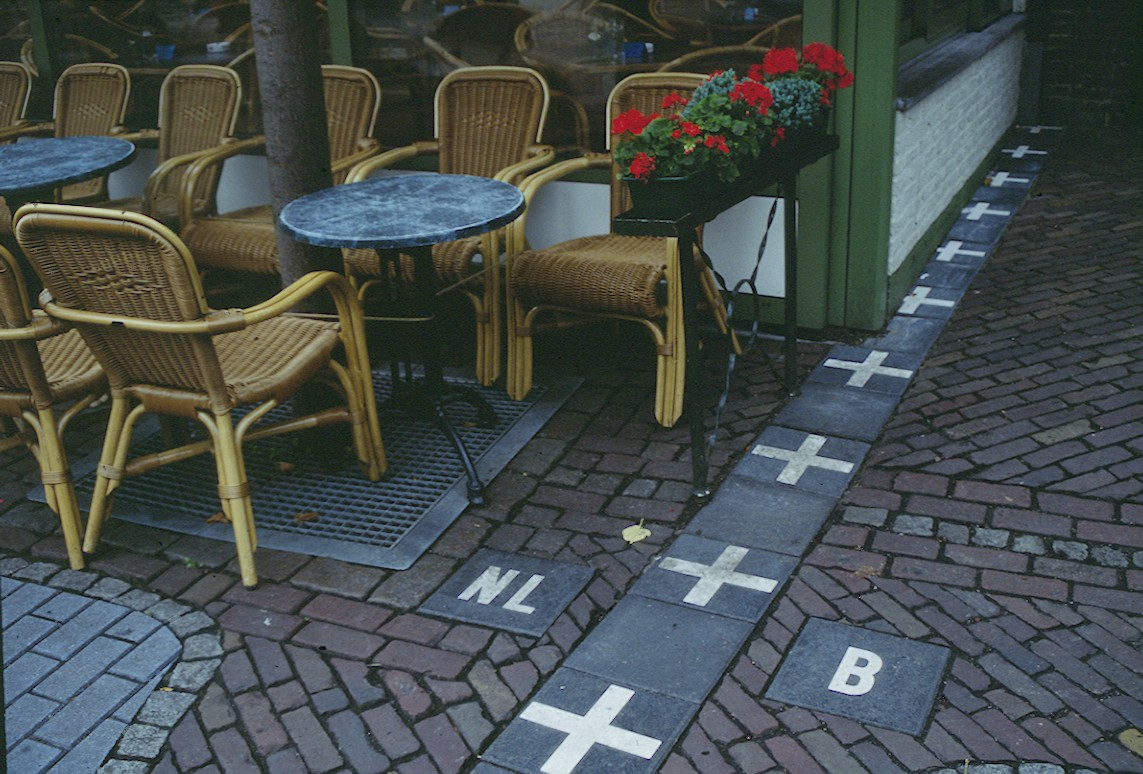
Fronteira numa esplanada de Baarle.